# Marsha Sue Ivinsová
Marsha Sue Ivinsová (* 15. dubna 1951 Baltimore, Maryland, USA) je americká vědecká pracovnice a kosmonautka. Ve vesmíru byla pětkrát.

## Život

### Studium a zaměstnání
Střední školu Nether Providence High School ukončila v Wallingfordu v roce 1969. V letech 1969 až 1973 absolvovala studium na University of Colorado.
V roce 1974 nastoupila k NASA v Houstonu, v letech 1984 až 1985 se podrobila výcviku a od roku 1985 se stala členkou týmu amerických kosmonautů. V něm zůstala do konce roku 2010.

### Lety do vesmíru
Na oběžnou dráhu se v raketoplánech ve funkci letové specialistky dostala pětkrát a strávila ve vesmíru 55 dní, 21 hodin a 48 minut. Byla 224. člověkem ve vesmíru, 13. ženou.
- STS-32 Columbia (9. ledna 1990 – 20. ledna 1990),
- STS-46 Atlantis (29. červenec 1992 , přistání 7. srpen 1992)
- STS-62 Columbia (4. březen 1994, přistání 18. březen 1994)
- STS-81 Atlantis (12. ledna 1997 – 22. ledna 1997)
- STS-98 Atlantis (7. února 2001 – 16. února 2001